# Heryanto Arbi

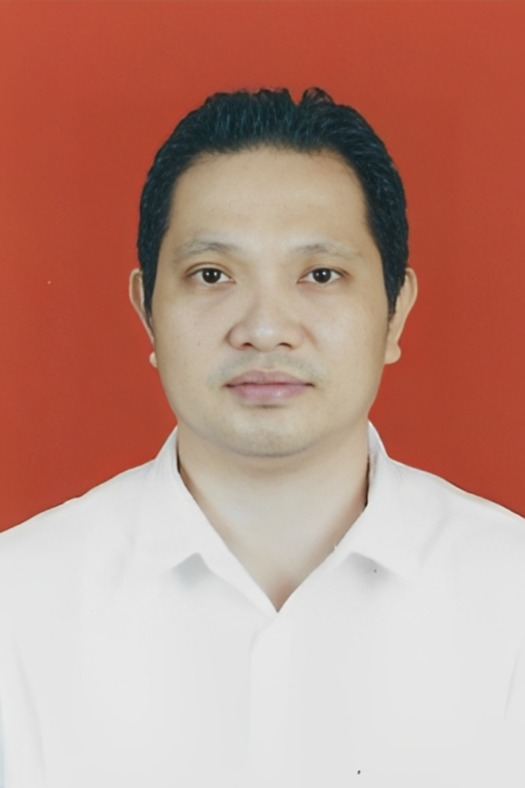
Heryanto Arbi, 2023

Michael Ludwig Heryanto Arbi (* 21. Januar 1972 in Kudus), bekannt als Heryanto Arbi (auch Hariyanto Arbi oder Haryanto Arbi geschrieben), ist ein ehemaliger indonesischer Badmintonspieler. Er war einer der dominierenden Einzelspieler der 1990er Jahre. 1995 wurde er Weltmeister, 1997 belegte er noch einmal den Bronzeplatz. Hastomo Arbi und Eddy Hartono, beide ebenfalls im Badminton erfolgreich, sind seine Brüder.

## Erfolge
| Saison | Veranstaltung            | Disziplin    | Platz | Name          |
| ------ | ------------------------ | ------------ | ----- | ------------- |
| 1992   | Hong Kong Open           | Herreneinzel | 2     | Heryanto Arbi |
| 1992   | Swiss Open               | Herreneinzel | 2     | Heryanto Arbi |
| 1993   | Japan Open               | Herreneinzel | 1     | Heryanto Arbi |
| 1993   | China Open               | Herreneinzel | 3     | Heryanto Arbi |
| 1993   | All England              | Herreneinzel | 1     | Heryanto Arbi |
| 1994   | Copenhagen Masters       | Herreneinzel | 1     | Heryanto Arbi |
| 1994   | Asienspiele              | Herreneinzel | 1     | Heryanto Arbi |
| 1994   | All England              | Herreneinzel | 1     | Heryanto Arbi |
| 1995   | All England              | Herreneinzel | 2     | Heryanto Arbi |
| 1995   | Weltmeisterschaft        | Herreneinzel | 1     | Heryanto Arbi |
| 1995   | Japan Open               | Herreneinzel | 1     | Heryanto Arbi |
| 1996   | Japan Open               | Herreneinzel | 2     | Heryanto Arbi |
| 1997   | Singapur Open Konica Cup | Herreneinzel | 1     | Heryanto Arbi |
| 1997   | India Open               | Herreneinzel | 1     | Heryanto Arbi |
| 1997   | Indonesia Open           | Herreneinzel | 3     | Heryanto Arbi |
| 1997   | All England              | Herreneinzel | 3     | Heryanto Arbi |
| 1997   | Weltmeisterschaft        | Herreneinzel | 3     | Heryanto Arbi |
| 1998   | Japan Open               | Herreneinzel | 3     | Heryanto Arbi |
| 1999   | Singapur Open            | Herreneinzel | 1     | Heryanto Arbi |